# Open Sud de France
Open Sud de France (tidligere kendt som Grand Prix de Tennis de Lyon ) er en professionel tennisturnering, der spilles på indendørs hardcourt. Den er i øjeblikket en del af ATP Tour 250- serien af ATP Touren. Den blev grundlagt i 1987, og blev årligt afholdt i oktober i Palais des Sports de Gerland i Lyon indtil 2009, før den blev flyttet til Montpellier i 2010. Turneringen finder sted i Montpellier Arena med plads til 7.500 tilskuere.
Turneringen er en af de fire franske begivenheder i ATP Tour 250- serien sammen med Open 13, Moselle Open og Lyon Open.   Der var ingen begivenhed i 2011, da turneringen flyttede til januar i 2012. 

## Tidligere finaler

### Singles
| Lokation    | År   | Vinder                | Finalist              | Score                   |
| ----------- | ---- | --------------------- | --------------------- | ----------------------- |
| Lyon        | 1987 | Yannick Noah          | Joakim Nyström        | 6–4, 7–5                |
| Lyon        | 1988 | Yahiya Doumbia        | Todd Nelson           | 6–4, 3–6, 6–3           |
| Lyon        | 1989 | John McEnroe          | Jakob Hlasek          | 6–3, 7–6                |
| Lyon        | 1990 | Marc Rosset           | Mats Wilander         | 6–3, 6–2                |
| Lyon        | 1991 | Pete Sampras          | Olivier Delaître      | 6–1, 6–1                |
| Lyon        | 1992 | Pete Sampras (2)      | Cédric Pioline        | 6–4, 6–2                |
| Lyon        | 1993 | Pete Sampras (3)      | Cédric Pioline        | 7–6(7–5), 1–6, 7–5      |
| Lyon        | 1994 | Marc Rosset (2)       | Jim Courier           | 6–4, 7–6(7–2)           |
| Lyon        | 1995 | Wayne Ferreira        | Pete Sampras          | 7–6(7–2), 5–7, 6–3      |
| Lyon        | 1996 | Yevgeny Kafelnikov    | Arnaud Boetsch        | 7–5, 6–3                |
| Lyon        | 1997 | Fabrice Santoro       | Tommy Haas            | 6–4, 6–4                |
| Lyon        | 1998 | Àlex Corretja         | Tommy Haas            | 2–6, 7–6(8–6), 6–1      |
| Lyon        | 1999 | Nicolás Lapentti      | Lleyton Hewitt        | 6–3, 6–2                |
| Lyon        | 2000 | Arnaud Clément        | Patrick Rafter        | 7–6(7–2), 7–6(7–5)      |
| Lyon        | 2001 | Ivan Ljubičić         | Younes El Aynaoui     | 6–3, 6–2                |
| Lyon        | 2002 | Paul-Henri Mathieu    | Gustavo Kuerten       | 4–6, 6–3, 6–1           |
| Lyon        | 2003 | Rainer Schüttler      | Arnaud Clément        | 7–5, 6–3                |
| Lyon        | 2004 | Robin Söderling       | Xavier Malisse        | 6–2, 3–6, 6–4           |
| Lyon        | 2005 | Andy Roddick          | Gaël Monfils          | 6–3, 6–2                |
| Lyon        | 2006 | Richard Gasquet       | Marc Gicquel          | 6–3, 6–1                |
| Lyon        | 2007 | Sébastien Grosjean    | Marc Gicquel          | 7–6(7–5), 6–4           |
| Lyon        | 2008 | Robin Söderling (2)   | Julien Benneteau      | 6–3, 6–7(5–7), 6–1      |
| Lyon        | 2009 | Ivan Ljubičić (2)     | Michaël Llodra        | 7–5, 6–3                |
| Montpellier | 2010 | Gaël Monfils          | Ivan Ljubičić         | 6–2, 5–7, 6–1           |
| Montpellier | 2011 | Ikke afholdt          | Ikke afholdt          | Ikke afholdt            |
| Montpellier | 2012 | Tomáš Berdych         | Gaël Monfils          | 6–2, 4–6, 6–3           |
| Montpellier | 2013 | Richard Gasquet (2)   | Benoît Paire          | 6–2, 6–3                |
| Montpellier | 2014 | Gaël Monfils (2)      | Richard Gasquet       | 6–4, 6–4                |
| Montpellier | 2015 | Richard Gasquet (3)   | Jerzy Janowicz        | 3–0, ret.               |
| Montpellier | 2016 | Richard Gasquet (4)   | Paul-Henri Mathieu    | 7–5, 6–4                |
| Montpellier | 2017 | Alexander Zverev      | Richard Gasquet       | 7–6(7–4), 6–3           |
| Montpellier | 2018 | Lucas Pouille         | Richard Gasquet       | 7–6(7–4), 6–4           |
| Montpellier | 2019 | Jo-Wilfried Tsonga    | Pierre-Hugues Herbert | 6–4, 6–2                |
| Montpellier | 2020 | Gaël Monfils (3)      | Vasek Pospisil        | 7–5, 6–3                |
| Montpellier | 2021 | David Goffin          | Roberto Bautista-Agut | 5–7, 6–4, 6–2           |
| Montpellier | 2022 | Alexander Bublik      | Alexander Zverev      | 6–4, 6–3                |
| Montpellier | 2023 | Jannik Sinner         | Maxime Cressy         | 7–6(7–3), 6–3           |
| Montpellier | 2024 | Alexander Bublik (2)  | Borna Ćorić           | 5–7, 6–2, 6–3           |
| Montpellier | 2025 | Félix Auger-Aliassime | Aleksandar Kovacevic  | 6–2, 6–7(7–9), 7–6(7–2) |

### Doubles
| Lokation    | År   | Vinder                                    | Finalist                             | Score                   |
| ----------- | ---- | ----------------------------------------- | ------------------------------------ | ----------------------- |
| Lyon        | 1987 | Guy Forget Yannick Noah                   | Kelly Jones David Pate               | 4–6, 6–3, 6–4           |
| Lyon        | 1988 | Brad Drewett Broderick Dyke               | Michael Mortensen Blaine Willenborg  | 3–6, 6–3, 6–4           |
| Lyon        | 1989 | Eric Jelen Michael Mortensen              | Jakob Hlasek John McEnroe            | 6–2, 3–6, 6–3           |
| Lyon        | 1990 | Patrick Galbraith Kelly Jones             | Jim Grabb David_Pate                 | 7–6, 6–4                |
| Lyon        | 1991 | Tom Nijssen Cyril Suk                     | Steve DeVries David Macpherson       | 7–6, 6–3                |
| Lyon        | 1992 | Jakob Hlasek Marc Rosset                  | Neil Broad Stefan Kruger             | 6–1, 6–3                |
| Lyon        | 1993 | Gary Muller Danie Visser                  | John-Laffnie de Jager Stefan Kruger  | 6–3, 7–6                |
| Lyon        | 1994 | Jakob Hlasek (2) Yevgeny Kafelnikov       | Martin Damm Patrick Rafter           | 6–7, 7–6, 7–6           |
| Lyon        | 1995 | Jakob Hlasek (3) Yevgeny Kafelnikov (2)   | John-Laffnie de Jager Wayne Ferreira | 6–3, 6–3                |
| Lyon        | 1996 | Jim Grabb Richey Reneberg                 | Neil Broad Piet Norval               | 6–2, 6–1                |
| Lyon        | 1997 | Ellis Ferreira Patrick Galbraith          | Olivier Delaître Fabrice Santoro     | 3–6, 6–2, 6–4           |
| Lyon        | 1998 | Olivier Delaître Fabrice Santoro          | Tomás Carbonell Francisco Roig       | 6–2, 6–2                |
| Lyon        | 1999 | Piet Norval Kevin Ullyett                 | Wayne Ferreira Sandon Stolle         | 4–6, 7–6(7–5), 7–6(7–4) |
| Lyon        | 2000 | Paul Haarhuis Sandon Stolle               | Ivan Ljubičić Jack Waite             | 6–1, 6–7(2–7), 7–6(9–7) |
| Lyon        | 2001 | Daniel Nestor Nenad Zimonjić              | Arnaud Clément Sébastien Grosjean    | 6–1, 6–2                |
| Lyon        | 2002 | Wayne Black Kevin Ullyett (2)             | Mark Knowles Daniel Nestor           | 6–4, 3–6, 7–6(7–3)      |
| Lyon        | 2003 | Jonathan Erlich Andy Ram                  | Julien Benneteau Nicolas Mahut       | 6–1, 6–3                |
| Lyon        | 2004 | Jonathan Erlich (2) Andy Ram (2)          | Jonas Björkman Radek Štěpánek        | 7–6(7–2), 6–2           |
| Lyon        | 2005 | Michaël Llodra Fabrice Santoro (2)        | Jeff Coetzee Rogier Wassen           | 6–3, 6–1                |
| Lyon        | 2006 | Julien Benneteau Arnaud Clément           | František Čermák Jaroslav Levinský   | 6–2, 6–7(3–7), [10–7]   |
| Lyon        | 2007 | Sébastien Grosjean Jo-Wilfried Tsonga     | Łukasz Kubot Lovro Zovko             | 6–4, 6–3                |
| Lyon        | 2008 | Michaël Llodra (2) Andy Ram (3)           | Stephen Huss Ross Hutchins           | 6–3, 5–7, [10–8]        |
| Lyon        | 2009 | Julien Benneteau (2) Nicolas Mahut        | Arnaud Clément Sébastien Grosjean    | 6–4, 7–6(8–6)           |
| Montpellier | 2010 | Stephen Huss Ross Hutchins                | Marc López Eduardo Schwank           | 6–2, 4–6, [10–7]        |
| Montpellier | 2011 | Ikke afholdt                              | Ikke afholdt                         | Ikke afholdt            |
| Montpellier | 2012 | Nicolas Mahut (2) Édouard Roger-Vasselin  | Paul Hanley Jamie Murray             | 6–4, 7–6(7–4)           |
| Montpellier | 2013 | Marc Gicquel Michaël Llodra (3)           | Johan Brunström Raven Klaasen        | 6–3, 3–6, [11-9]        |
| Montpellier | 2014 | Nikolay Davydenko Denis Istomin           | Marc Gicquel Nicolas Mahut           | 6–4, 1–6, [10–7]        |
| Montpellier | 2015 | Marcus Daniell Artem Sitak                | Dominic Inglot Florin Mergea         | 3–6, 6–4, [16–14]       |
| Montpellier | 2016 | Mate Pavić Michael Venus                  | Alexander Zverev Mischa Zverev       | 7–5, 7–6(7–4)           |
| Montpellier | 2017 | Alexander Zverev Mischa Zverev            | Fabrice Martin Daniel Nestor         | 6–4, 6–7(7–3), [10–7]   |
| Montpellier | 2018 | Ken Skupski Neal Skupski                  | Ben McLachlan Hugo Nys               | 7–6(7–2), 6–4           |
| Montpellier | 2019 | Ivan Dodig Édouard Roger-Vasselin (2)     | Benjamin Bonzi Antoine Hoang         | 6–4, 6–3                |
| Montpellier | 2020 | Nikola Ćaćić Mate Pavić (2)               | Dominic Inglot Aisam-ul-Haq Qureshi  | 6–4, 6–7(4–7), [10–4]   |
| Montpellier | 2021 | Henri Kontinen Édouard Roger-Vasselin (3) | Jonathan Erlich Andrei Vasilevski    | 6–2, 7–5                |
| Montpellier | 2022 | Pierre-Hugues Herbert Nicolas Mahut (3)   | Lloyd Glasspool Harri Heliövaara     | 4–6, 7–6(7–3), [12–10]  |
| Montpellier | 2023 | Robin Haase Matwé Middelkoop              | Maxime Cressy Albano Olivetti        | 7–6(7–4), 4–6, [10–6]   |
| Montpellier | 2024 | Sadio Doumbia Fabien Reboul               | Albano Olivetti Sam Weissborn        | 6–7(5–7), 6–4, [10–6]   |
| Montpellier | 2025 | Robin Haase (2) Botic van de Zandschulp   | Tallon Griekspoor Bart Stevens       | 6–7, 6–3, [10–5]        |